# Ephemeroidea ariel
Ephemeroidea ariel är en fjärilsart som beskrevs av George Francis Hampson 1892. Ephemeroidea ariel ingår i släktet Ephemeroidea och familjen bastardsvärmare. Inga underarter finns listade i Catalogue of Life.